# Angela Kunoth
Angela Kunoth (22 de junho de 1963) é uma matemática alemã, especializada na análise numérica de equações diferenciais parciais. É professora de matemática na Universidade de Colônia e editora-chefe do SIAM Journal on Numerical Analysis.

## Formação e carreira
Kunoth estudou matemática na Universidade de Bielefeld a partir de 1982, onde obteve um diploma em 1990. Depois de visitar a Universidade da Carolina do Sul como bolsista do Programa Fulbright, completou um doutorado (Dr. rer. nat.) na Universidade Livre de Berlim em 1994, com a tese Multilevel Preconditioning, orientada por Wolfgang Dahmen.
Após cargos de pesquisa no SINTEF na Noruega, no Instituto Weierstrass em Berlim, na Universidade A&M do Texas e na Universidade Técnica da Renânia do Norte-Vestfália em Aachen (RWTH Aachen), tornou-se professora associada da Universidade de Bonn em 1999, obtendo a habilitação pela RWTH Aachen em 2000, com o tese de habilitação Wavelet Methods for Minimization Problems Involving Elliptic Partial Differential Equations. Foi para a Universidade de Paderborn como professora titular e catedrática de sistemas complexos em 2007, e em Paderborn atuou como diretora do instituto de matemática e vice-decana da faculdade de eletrotécnica de 2010 a 2012. Foi para a Universidade de Colônia como professora e catedrática de matemática em 2013.

## Livro
Kunoth é autora da monografia Wavelet Methods — Elliptic Boundary Value Problems and Control Problems (Springer, 2001), uma versão em livro de sua tese de habilitação.